# La bemolle maggiore

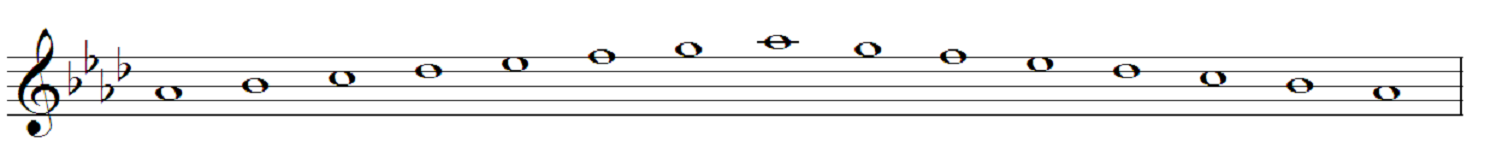
Per la scala musicale del la bemolle maggiore, si hanno: La♭, Si♭, Do, Re♭, Mi♭, Fa, Sol, La♭ (parte ascendente).

La tonalità di La bemolle maggiore (A flat major, As-Dur) è incentrata sulla nota tonica La bemolle. Può essere abbreviata in La♭M oppure in A♭ secondo il sistema anglosassone.

L'accordo di la bemolle maggiore (triade) è composto da La♭, Do, Mi♭.

L'armatura di chiave è la seguente (quattro bemolli):
```

Alterazioni
 (da sinistra a destra): 
si♭, mi♭, la♭, re♭.
```

La suddetta rappresentazione sul pentagramma coincide con quella del fa minore.